# Национална галерия на Армения
Националната галерия на Армения (на арменски: Հայաստանի ազգային պատկերասրահ, Hayastani azgayin patkerasrah) е най-голямата художествена галерия в страната.
Намира се на площад „Република“ в столицата Ереван, който е едно от най-посещаваните места в града. В Националната галерия се съхраняват колекции от руското и западноевропейското изкуство, както и най-голямата колекция в света на арменското изкуство. Годишно се посещава от около 65 000 души (по данни от 2005 г.).

## История
Националната галерия на Армения е основана през 1921 г. със закон на Арменската съветска социалистическа република и представя художествен отдел в Народния музей. След създаването си отделът за изкуство на Националната галерия среща трудности, до голяма степен се дължат на липсата на държавни и частни колекции, които да формират основната експозиция. Първите постъпления за попълване на колекцията са от август 1921 г., когато са закупени десетки произведения от изложба на арменски творци.
Решаващо значение за създаването на отдела за изкуство на Националната галерия е прехвърлянето на известната колекция на Арменския културен център (бившата Лазарска семинария в Москва), както и даренията на арменските художници на галерията. До 1925 г. са изложени 400 произведения от арменски, руски и европейски художници в шестте зали, които представляват отделът за изкуство на музея.
До 1935 г. държавният художествен отдел претърпява множество промени, тогава той е преобразуван в отделен музей на изкуството. През 1947 г. галерията е преименувана на Държавната картинна галерия на Армения и впоследствие е преименувана на Национална галерия на Армения през 1991 г. Голямата колекция от картини на галерията се показва благодарение на усилията на много арменци и приятелски дарения от чуждестранни сътрудници.
В Националната галерия на Армения се съхраняват около 26 000 произведения на изкуството, много от които са постоянно изложени в 56-те галерии и зали на галерията.

## Колекция
Арменското изкуство представлява голяма част от колекцията, като се започне с древното и средновековно изкуство – стенописи от Урарту и копия на мозайките на храма „Гарни“, средновековни стенописи и миниатюри, включително фреска от VII век на „Христос Пантократор“ от църквата „Свети Стефан“ (Ламбатаванк), фрагмент от фреска от X век на „Страшният съд“ от църквата „Свети Погос-Петрос“ (Татев) и фреска от 13 век, изобразяваща Сътворението от църквата „Свети Аскачацкин“ (Ахтала).
Музеят разполага с обширна колекция от картини, свързани с Арменската апостолическа църква от XVII до XIX век, както и ръкописи със сребърен обков, кръстове и олтарни завеси от XVIII век от цяла Азия.
Колекцията, представяща историческото развитие на арменското изкуство е най-голямата в света. Съхраняват се произведения от Акоп Овнатенян, Иван Айвазовски, Геворк Башинджагян, Фанос Терлемезян, Вардгес Суренянц, Вартан Махокян, Мартирос Сарян, Акоп Коджоян, Акоп Гюрджян, Едгар Шахин, Григор Ханджян, Михас Аветисян и други.
Особено важни за арменското изкуство са произведенията на арменци от диаспората. Съхраняват се произведения от Закар Закариян (Париж), Едгар Чахин (Париж), Овеп Пушман (Ню Йорк), Жан Карзу (Париж), Жан Янзем (Париж), Херардо Орагиян (Рим) и Пол Гурагосян (Бейрут).
Руското изкуство също е широко разпространено в колекцията на Националната галерия на Армения. Сред тях са източноправославни икони и картини от XVI и XVII в., както и произведения на известни руски художници от ХVІІ – ХХ век, сред които са Фьодор Рокотов, Иван Аргунов, Ф. Шубин, Иля Репин, Валентин Серов, Иля Машков, Сергей Коненков, Кузма Петров-Водкин, Василий Кандински, Наталия Гончарова, Марк Шагал и др.
Националната галерия на Армения включва множество произведения от чуждестранното изкуство. Първоначално повечето от тях са част от Арменския културен център, които са национализирани и са преместени в Ереван.
Съхраняват се колекции от Древен Египет, Древна Гърция, Рим и Персия. Департаментът за декоративно изкуство разполага с керамични и порцеланови колекции от китайски, ирански, италиански, японски, немски, австрийски, датски и богата колекция от церската императорска фабрика за порцелан от XVIII до XIX век в Русия. Има и малка колекция от бронзови предмети от Китай от XVIII век (династия Цин) и западноевропейски дървени мебели от XVI до XVII век.
Колекциите включват и произведения на известни художници от Италия, Нидерландия, Белгия и Франция, включително значителни творби на Донатело, Тинторето, Антонио Канова, Йоос де Момпер, Каспар Нетшер, Матиас Стом, Ян Ван Гоен, Питър Клас, Етиен Морис Фалконе, Шарл-Андре ван Ло, Жан-Батист Грьоз, Клод Жозеф Верне, Теодор Русо, Адолф Монтичели.
През 2008 г. е открит специален павилион за творчеството на Акоп Гюрджян.
В сградата на Националната галерия се помещават реставрационните и консервационни студиа, които са свързани с нея. Комплексът разполага и с библиотека и архив, малко кафене, магазин за сувенири, книжарница и зала за филмови прожекции и лекции.
Представят се и международни изложби с произведения от колекцията на галерията. Оказва помощ да се организират изложби на арменското изкуство в различни страни.

## Арменско изкуство
Арменското изкуство представлява голяма част от колекцията – около 700 произведения на изкуството. Музеят разполага с обширна колекция от картини, свързани с Арменската апостолска църква, от периода XVII до XIX век, както и с ръкописи със сребърни обкови, кръстове и олтарни завеси от XVII век от цяла Азия.
Колекцията от арменски картини от XVII век се състои предимно от художественото наследство на династията Овнатанян. Освен произведения на Ованес Овнатанян, в Галерията са изложени и произведения на Акоп Овнатанян, основателят на портретната живопис в арменското изобразително изкуство.
Галерията съхранява повече от 62 платна на Иван Айвазовски, руски художник с арменски произход, който рисува множество картини с арменски мотиви.
Най-голямата част от колекция е посветена на творчеството на класическите арменски художници от XIX – XX век: Вардгес Суренянц, Аршак Фетваджян, Акоп Коджоян, Мартирос Сарян, Геворк Башинджагян, Фанос Терлемезян, Егише Тадевосян, Степан Агаджанян и други.
- О. Овнатанян, Успение Богородично XVIII в.
- Акоп Овнатанян, Портрет на Натали Теумян, 1830 – 1840
- Вардгес Суренянц, Оскверненото светилище, 1895
- Панос Термезян Гавит он Санахинския манастир, 1904
- Егише Тадевосян, Геният и тълпата, 1919

- С. Нерсисян, Пикник на брега на река Кура, 1860
- Мартирос Сарян, До кладенеца. Горещ ден, 1908
- В. Махокян, Океан, 1918 – 1920
- З. Закарян, Натюрморт, 1900
- Аршак Фетваджян, Катедралата в Ани, 1905

## Директори
През годините директори на Националната галерия на Армения са:
- Рубен Дрампян (1925 – 1951)
- Рубен Парсамян (1952 – 1962)
- Армен Чилингарян (1962 – 1967)
- Едуард Исабекян (1967 – 1987)
- Александър Тер-Габриелян (1987 – 1990)
- Шахен Хачатрян (1991 – 2002)
- Фараон Мирзоян (2002 – 2015)
- Армен Цатурян (2015 – )[5]